# 이영희 (1936년)

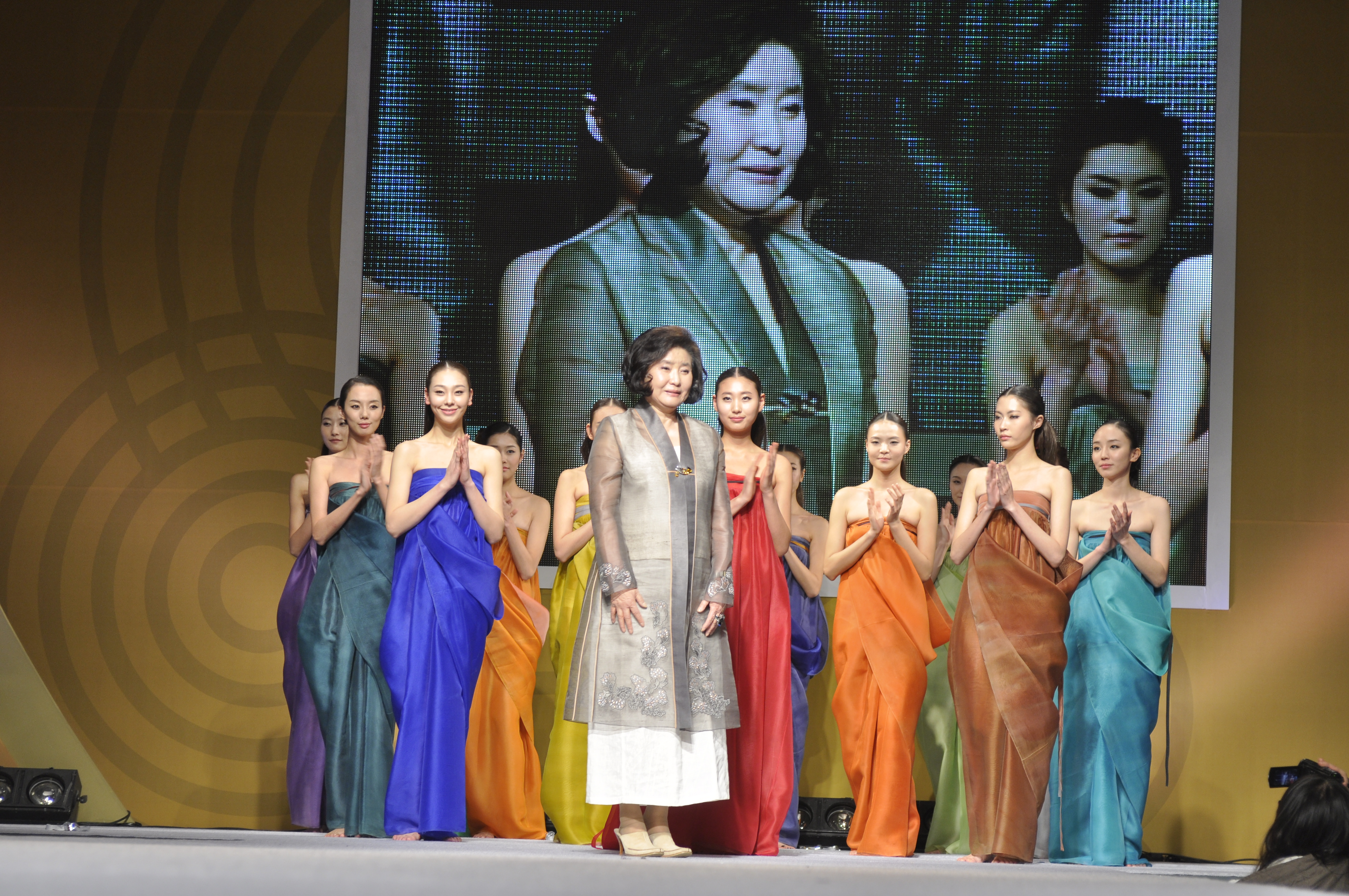
한복 예술가

이영희(李英姬, 1936년 2월 3일 ~ 2018년 5월 17일)는 대한민국의 한복 예술가이다.
대구에서 출생한 이영희는 1994년에는 프랑스 파리에서, 2001년 6월 7일 조선민주주의인민공화국의 수도 평양에서 자신의 작품을 전시하였다. 또 2005년 APEC 정상회의 때는 APEC 정상회의의 이벤트였던 전통의상 부문에서 참가국 정상들의 두루마기를 제작한 바 있다. 배우 전지현의 시외조모이다.

## 경력
- 주식회사 매종 드 이영희 대표
- 사단법인 미래문화(뉴욕 이영희 한국박물관) 대표
- 동덕여자대학교 의상디자인학과 겸임교수
- 한국예술종합학교 대학원 무대미술과 교수

### 수상
- 황금바늘상 특별상(1993)
- 한국인상(1994)
- 올해의 초대 디자이너(한국패션협회, 1996)
- 아시아 최고 디자이너(일본니기다문화제, 1996)
- 서울패션인상(서울특별시, 1997)
- 패션인상(ELLE, 1999)
- 대한민국 디자인대상(대통령, 1999)
- 자랑스런 한국인대상(언론인협회, 2008)
- 문화훈장(옥관, 2009)

## 가족 관계
- 딸 : 이정우
- 사위: 최곤
- 외장손자: 최준호
- 외차손자: 최준혁
- 외차손부: 전지현

## 같이 보기
- 한복
- 박술녀
- 이리자
- 이효재